# Station Anieliny
Station Anieliny is een spoorwegstation in de Poolse plaats Łodzia.